# ترومبوپلاستین

## انعقاد خون
ترومبوپلاستین محرک تبدیل پروترومبین به ترومبین است. گاه به‌اشتباه، این پروتئین را فاکتور بافتی می نامند در صورتی که این پروتئین ترکیبی از فسفولیپید و فاکتور بافتی است. 
این پروتئین در مغز، ریه و سایر بافت ها به ویژه در پلاکت های خون یافت می شود. در گذشته ترومبوپلاستین را از بافت جفت جدا می‌کردند و برای آزمایش انعقادی PT استفاده میکردند که مسیر انعقادی خارجی را میسنجد. سپس فرم ترومبوپلاستین نسبی یا ناقص از ترومبوپلاستین مشتق شد که در تست PTT استفاده شد که مسیر انعقادی داخلی را میسنجد.   
بعد ها با شناخت ترکیب بافت‌ها، مشخص شد که ترومبوپلاستین فسفولیپید+فاکتور بافتی است و ترومبوپلاستین ناقص (پارشیال) فقط فسفولیپید است.     

نمودار آبشاریِ انعقاد خون